# 238
| 238                |
| ------------------ |
| Dødsfald - Fødsler |
|                    |

| Gregoriansk kalender | 238 CCXXXVIII           |
| Ab urbe condita      | 991                     |
| Armensk kalender     | I/T                     |
| Kinesiske kalender   | 2934 – 2935 丁巳 – 戊午 |
| Etiopisk kalender    | 230 – 231               |
| Jødisk kalender      | 3998 – 3999             |
| Hindukalendere       |                         |
| - Vikram Samvat      | 293 – 294               |
| - Shaka Samvat       | 160 – 161               |
| - Kali Yuga          | 3339 – 3340             |
| Iransk kalender      | 384 BP – 383 BP         |
| Islamisk kalender    | 396 BH – 395 BH         |

Se også 238 (tal)

## Begivenheder
- Roms andet "mange kejser år" (se også 68-69). Gordian I (guvernør i provinsen Africa) og Gordian II udnævner sig til kejsere, men bliver nedkæmpet af Maximinus 1. Thrax.

- april-maj: Thrax dræbes af egne soldater i forsøg på nedkæmpningen af andre oprørskejsere Pupienus Maximus og Balbinus. Efter kun 3 måneder på tronen fjernes de af prætorianervagten.

- juli: Gordian III (barnebarn af Gordian I) er kun 13 år, men udnævnes alligevel til kejser. Han regerer helt til 244, hvilket er langt tid i denne urolige periode (der er henved 20 romerske kejsere i perioden 235-284)

## Dødsfald
- april – Maximinus 1. Thrax, romersk kejser
- 9. april(?) – Gordian I, romersk kejser
- 12. april (?) – Gordian II, romersk kejser
- 29. juli – Balbinus, romersk kejser
- juli – Pupienus, romersk kejser